# Église Saint-Pierre-ès-Liens de Chassy
L'église Saint-Pierre-ès-Liens de Chassy est une église située sur le territoire de la commune de Chassy dans le département français de Saône-et-Loire et la région Bourgogne-Franche-Comté.

## Historique
Elle fait l'objet d'une inscription au titre des monuments historiques depuis le 15 novembre 1926.